# Sverre Ekås
Leif Sverre Ekås (* 1950) ist ein ehemaliger norwegischer Radrennfahrer und nationaler Meister im Radsport.

## Sportliche Laufbahn
Er wurde 1976 norwegischer Meister im Mannschaftszeitfahren gemeinsam mit Jan Erik Gustavsen, Willie Juul Pedersen und Stein Bråthen, 1977 war er erneut erfolgreich. 1978 gewannen Sverre Ekås, Thorleif Andresen, Stein Bråthen und Morten Sæther den Titel. 1979 fuhren Sverre Ekås, Thorleif Andresen, Morten Sæther und Bjørn Bilstad zum Meistertitel.
In der Internationalen Friedensfahrt kam er 1970 auf den 81. Rang der Gesamtwertung.